# ديفيد أرشيبالد
ديفيد أرشيبالد (بالإنجليزية: David Archibald)‏ (20 سبتمبر 1902 بغلاسكو في المملكة المتحدة - ) هو لاعب كرة قدم بريطاني (وحمل سابقاً جنسية المملكة المتحدة لبريطانيا العظمى وأيرلندا) في مركز الظهير. لعب مع نادي شيلبورن ونادي يورك سيتي ونيويورك ناشيونالز ونادي كلايد وParkhead F.C. ‏ ونادي غرينوك مورتون.